# 고산구곡시화도 병풍
고산구곡시화도 병풍(高山九曲詩畵圖 屛風)은 서울특별시 종로구 인사동, 동방화랑에 있는 조선시대의 산수화 병풍이다. 1987년 7월 16일 대한민국의 국보 제237호로 지정되었다.

## 개요
이 작품은 1803년 7월과 9월에 걸쳐 현부행이라는 인물의 발의로, 도화서 화원과 문인화가들이 이이가 은거하였던 황해도 해주의 고산구곡을 그리고, 여기에 당시 여러 문신들이 시를 적은 병풍이다. 총 12폭인 이 작품의 제1폭에는 '율곡선생 영산중사경시'와 '고산석담기'라는 제자가 명필 최립의 글씨로 쓰여 있고, 제2폭부터 11폭까지는 구곡담총도를 포함한 구곡도들이 그려져 있다. 그리고 마지막 12폭에는 송시열의 6대손인 송환기의 발문과 석담구곡시가 쓰여 있다.
각 폭의 상단에는 유한지가 예서체로 쓴 표제(表題)가 있고, 그 아래에 이이의 고산구곡가와 송시열의 한역시 및 김수항을 비롯한 서인계 학자들의 역화시가 김조순 등 안동 김씨 일문의 문신들에 의해 적혀있다. 
그 아래로 고산구곡의 각 경관들이 그려져 있는데, 이 그림의 여백에는 각 폭마다 김가순의 제시가 쓰여 있다. 이렇게 해서 전체적으로 볼 때, 각 폭은 삼단의 형식을 갖추고 있다.

## 같이 보기
- 고산구곡

## 참고 자료
- 고산구곡시화도 병풍 - 국가유산청 국가유산포털

 본 문서에는 서울특별시에서 지식공유 프로젝트를 통해 퍼블릭 도메인으로 공개한 저작물을 기초로 작성된 내용이 포함되어 있습니다.